# Microsoft Lumia 540
Il Microsoft Lumia 540 è uno smartphone di fascia medio-bassa prodotto dalla Microsoft Mobile facente parte della serie Lumia. Successore del Lumia 535, è nato per correggere i problemi del precedente ed è disponibile in Europa solo sul mercato italiano, in versione Dual SIM.